# 달성 하목정
달성 하목정(達城 霞鶩亭)은 대한민국 대구광역시 달성군 하빈면 하산리에 있는 조선시대의 정자 건축물이다.
1995년 5월 12일 대구광역시의 유형문화재 제36호로 지정되었으며, 2019년 11월 14일 대한민국의 보물로 지정 예고를 거쳐, 2019년 12월 30일 대한민국의 보물 제2053호로 승격되었다.

## 개요
임진왜란 때의 의병장 낙포 이종문이 조선 선조 37년(1604)에 세운 정자이다. ‘하목정’이라는 정자의 이름은 왕위에 오르기 전에 이곳에서 잠깐 머물렀던 인조(재위 1623∼1649)가 훗날 낙포의 첫째 아들인 이지영에게 직접 써준 것이다. 또한 일반 백성들의 주택에는 서까래 위에 덧서까래인 부연을 달지 않는 것이 일반적인 일이지만, 인조가 명령하여 이 집에는 부연을 달았다고 한다.
앞면 4칸·옆면 2칸 규모이며, 지붕 옆면이 여덟 팔(八)자 모양인 팔작지붕집이다. 사랑채로 이용되었던 이 집은 전체적으로 T자형 구조로 되어있어서 처마곡선도 부채 모양의 곡선으로 처리되었다. 내부에는 김명석·남용익 등 많은 유명인들이 쓴 시가 액자가 걸려있다.
당나라 왕발(王勃)이 지은 <등왕각기(騰王閣記)> 서(序)에 "지는 노을은 외로운 따오기와 가지런히 날아가고, 가을 물은 먼 하늘색과 한 빛이네(落霞與孤鶩齊飛 秋水共長天一色)"라고 쓴 데서 따왔다.

## 보물 지정 사유
달성 하목정」은 낙포 이종문(1566~1638)이 1604년 경에 건립한 정면 3칸, 측면 2칸의 대청과 정면 1칸, 측면 4칸의 방들이 서로 붙어서 전체적으로 "丁"자형의 독특한 평면으로 구성되어 있는 정자형 별당 건물이다.
하목정은 "丁"자형 평면을 가진 것도 독특하지만 건물의 용도를 주인과 하인이 같은 건물에 거주하는 것도 매우 이례적이며, 또한 공적 목적이 큰 커다란 사랑대청을 가지면서도 사랑윗방 앞에 개인적인 공간인 누마루를 설치한 것은 조선 중·후기 별당건축의 한 예를 보여준다.
가구구성은 5량과 3량의 두 가지로 이루어져 있는데 전체적인 가구의 구성은 두꺼운 부재를 사용하면서도 건물고를 높여 건물이 둔중해 보이지 않으면서 당당한 기품을 지니고 있고 시원한 공간감을 느끼게 하고 있다. 또한 중대공과 대공을 포대공으로 꾸미는 등 고급의 장식과 치장을 곁들이면서도 화려해 보이지 않는 건물이다.
하목정의 창틀에서 주목되는 것은 영쌍창(欞雙窓, 중간설주)의 흔적이며, 사랑윗방의 정면 창호, 대청 측면 부분, 대청 배면의 어칸 부분의 창 윗틀에서 영쌍창의 홈 흔적이 보인다. 이러한 영쌍창의 모습은 17세기 이전의 사랑방이나 안방의 전면 창호 또는 대청의 창에서 많이 쓰이던 것으로 18세기에서도 일부 이어져 왔던 수법이며 건축의 연대를 파악하는 중요한 잣대로 여겨지는 중요한 자료이다.
일반적인 와가는 지붕의 모습을 날렵하게 보이기 위하여 처마 모서리를 뾰족하게 하는 것이 통상적인데, 하목정은 초가지붕의 모습과 같이 둥글게 만든 방구매기수법을 사용하였다. 이러한 수법은 청도 선암서원(경상북도유형문화제 제79호) 정도에서나 볼 수 있는 매우 희귀한 처마구성 방식이다.
하목정은 마루 청판 밑의 자귀질(나무를 깎아 다듬는 도구인 자귀로 나무를 깎는 일) 자국, 목구조 구성부재의 원형적 형태, 사랑윗방 창호 등에서 확인되는 영쌍창의 흔적 등에서 창건 당시의 모습을 확인할 수 있으며 무엇보다도 가구부재의 치목을 그대로 유지해 온 것이 놀라울 정도로 보존상태가 탁월하다.
이러한 하목정의 건축적 특성을 종합하여 볼 때, 이 건물은 조선 중기에 건립된 평면형태가 독특한 丁자형의 정자형 별당 건축으로 공간구성과 세부기법 및 의장 등에는 많은 특색이 나타나고 있어 국가지정문화재(보물)로 지정할 만한 역사적, 건축적, 학술적 가치가 뛰어나다.

## 참고 자료
- 달성 하목정 - 국가유산청 국가유산포털